# Isiah Thomas
Isiah Lord Thomas III (IPA: /aɪˈzeɪ.ə/), född 30 april 1961 i Chicago i Illinois, är en amerikansk baskettränare och före detta basketspelare. Som point guard i NBA företrädde han under hela sin karriär, 1981 till 1994, Detroit Pistons.
Isiah Thomas valdes in i Basketball Hall of Fame 2000, det tidigaste året som var möjligt enligt reglerna.

## Landslagskarriär
Isiah Thomas blev uttagen till OS 1980 i Moskva men deltog aldrig, likt övriga idrottare från USA, eftersom USA bojkottade spelen.
Vid OS 1992 i Barcelona var Isiah Thomas tilltänkt en plats i "The Dream Team", men blev inte uttagen i slutändan, det finns olika teorier om varför han inte togs med men inget som har bekräftats officiellt.